# 투옥
투옥(imprisonment)은 정부의 권한에 의한 것이든 그러한 권한 없이 행동하는 사람에 의한 것이든 어떤 이유로든 개인의 자유를 제한하는 것이다. 후자의 경우에는 "불법 감금"으로 간주된다. 투옥은 반드시 볼트와 막대를 사용하여 감금하는 장소를 의미하는 것은 아니지만, 공개된 거리에서라도 표시되는 곳 어디에서나 합법적이든 불법적이든 모든 힘의 사용이나 표시(예: 수갑을 채우는 것)로 행사될 수 있다. 사람들은 어디에 있든 그 목적을 위해 정당하게 권한을 부여받은 경찰관의 단순한 말이나 손길만으로 포로가 된다. 그러나 일반적으로 투옥이란 법률 조항에 따라 해당 목적을 위해 고용된 교도소에 자신의 의지에 반하여 실제로 감금되는 것을 의미하는 것으로 이해된다. 일반적으로 성별 불균형은 투옥률에서 발생하며, 남성이 투옥될 가능성이 여성보다 비례적으로 더 높다.